# Shawnigan Lake (sjö)
Shawnigan Lake är en sjö i Kanada.   Den ligger i provinsen British Columbia, i den sydvästra delen av landet, 3 600 km väster om huvudstaden Ottawa. Shawnigan Lake ligger 117 meter över havet. Arean är 5,6 kvadratkilometer. Den sträcker sig 6,9 kilometer i nord-sydlig riktning, och 3,5 kilometer i öst-västlig riktning.
Följande samhällen ligger vid Shawnigan Lake:
- Shawnigan Lake (8 000 invånare)

I omgivningarna runt Shawnigan Lake växer i huvudsak blandskog. Runt Shawnigan Lake är det ganska glesbefolkat, med 38 invånare per kvadratkilometer.